# Teleobiettivo (rete televisiva)
Teleobiettivo è stato un canale televisivo locale italiano.
Ha offerto programmi di interesse locale, intrattenimento con artisti e personaggi del luogo, sport, informazione regionale, rubriche di carattere politico, culturale, scientifico e di costume.

## Storia
La rete televisiva Teleobiettivo nasce ufficialmente il 1º maggio 1978, con inizio delle trasmissioni per l'8 maggio dello stesso anno, e ha da sempre mantenuto aperto l'obiettivo (da qui il nome) sui fatti, sulle cronache e sugli scambi politici delle Amministrazioni Pubbliche Pontine. Il suo fondatore e proprietario, che ne è stato anche presentatore in molti programmi, è Giuseppe Impallara (detto Pucci), un ottico molto conosciuto nelle città di Anzio e Nettuno, principale bacino d'utenza della rete. L'emittente nacque per l'esigenza di chi ha voluto abbinare allo svago ricreativo un impegno professionale tecnico e culturale, mirato principalmente verso la realtà locale. La sede e gli studi della televisione si trovavano ad Anzio.
L'irradiazione dei programmi era possibile grazie all'ausilio di tre ripetitori situati tra Velletri e San Felice Circeo, che permettevano di coprire un'estensione di circa 4.000 km con un bacino di utenza di circa 3.000.000 di abitanti, dovuta alla forte densità presente nelle zone coperte.
Nel 1999 acquisisce risorse da Telefiumicino che cessa in quell'anno le trasmissioni.
Dal 29 ottobre 2005 la rete si è associata al network nazionale Port TV, ampliando il suo palinsesto con cinque ore giornaliere di programmi a diffusione nazionale.
Dal 16 gennaio 2008 la rete ha anche un canale su YouTube. Nello stesso anno, con l'avvento del digitale terrestre, Teleobiettivo propone un secondo canale, denominato Teleobiettivo Pucci o più semplicemente Telepucci, dal soprannome del suo proprietario, vero deus ex machina della rete.
Nel 2012 diventa fornitore di contenuti all'interno della TV pontina SL48. Nel dicembre dello stesso anno ottiene inizialmente un posto utile quale operatore di rete per il digitale terrestre nel Lazio potendo occupare il Canale 29.
Tuttavia, nel Marzo 2013, a seguito di una revisione delle graduatorie delle frequenze digitali da parte del Ministero dello sviluppo economico, l'emittente è retrocessa fuori dalle posizioni utili (scendendo dalla 17ª ed ultima posizione utile, alla 21ª) e deve pertanto interrompere le sue trasmissioni il 29 marzo 2013, dopo ben trentacinque anni di storia. La Direzione del canale, seppur abbia presentato ricorso al T.A.R. del Lazio per avere giustizia e tornare a riprendere le trasmissioni, a seguito di questo episodio ha praticamente chiuso de facto ogni attività.
Il giorno della chiusura, il sito web ufficiale dell'emittente romana ha riportanto il seguente messaggio di commiato: «Oggi, 29 marzo 2013, Teleobiettivo chiude dopo circa 35 anni di attività. Siamo costretti a chiudere Teleobiettivo grazie alle nuove graduatorie emesse dal Ministero dello Sviluppo Economico nel quale hanno tagliato molte TV come la nostra. Ringraziamo tutti coloro che ci hanno seguito nel corso di questi anni».

## Programmi
- Il Salotto della Musica, ideato e condotto da Giuseppe Impallara, solitamente in onda il venerdì e il sabato sera.
- Ci siamo anche noi, ideato e condotto da Giuseppe Impallara, solitamente in onda il giovedì sera[6].
- Venga a prendere un caffè da noi (poi diventato Vengo a prendere un caffè da voi), ideato e condotto da Salvatore Lonoce - Regia di Remo Depaolis.
- L'Occhio del Gufo, ideato e condotto da Bruno Bellucci[7].
- Struscia L'esercente, ideato da Salvatore Lonoce e condotto da Carmelo Terzo - Regia di Nicola Lonoce.
- Magic Football (2005-2013), ideato e condotto da Francesco Vitale[8].
- Nandobarcaglionisciò (2011-2012), ideato e condotto da Nando Barcaglioni, con la partecipazione di Cristian Vitali - Regia di Remo Depaolis[9].
- Il Gatto e La Volpe, ideato e condotto da  Nando Barcaglioni;
- Telebagdad, ideato e condotto  Nando Barcaglioni;
- Latina Live, ideato e condotto da  Nando Barcaglioni;
- Chi è ? Presto che è Target, ideato e condotto da   Nando Barcaglioni;
- Cavalli Ruggenti
- Crazy Hospital
- Cucinoone
- Interrupt
- Millevoci
- On Line
- Romagna Mia, con Raoul Casadei
- Star Meglio
- Truccoone
- Voglia di Volare

## Curiosità
- Il patron dell'emittente è stato, fin dalle sue origini, Giuseppe Impallara, che ha sempre svolto la professione di ottico nella città di Anzio.
- Nella trasmissione Il Salotto della Musica, Giuseppe Impallara si è sempre presentato puntualmente alla conduzione indossando un papillon e una vistosa giacca rossa.
- Per un certo periodo l'emittente ha avuto un proprio notiziario d'informazione chiamato Teleobiettivo Notizie, in onda per due volte nel tardo pomeriggio e in prima serata. A condurlo, tra gli altri, la giornalista Michela Vecchi (da ottobre 2009 ad aprile 2010)[10]. Dal 1992 al 1993 il Direttore Responsabile è stato Tommaso Mitrotti[11].